# Robert Suárez
Robert Alexander Suárez Subero (Bolívar, 1° marzo 1991) è un giocatore di baseball venezuelano, di ruolo lanciatore, che gioca per i San Diego Padres (MLB).
Prima della suo esordio in MLB con i Padres nel 2022, Suárez ha giocato in NPB con i Fukuoka SoftBank Hawks e con gli Hanshin Tigers.